# 劉學易
劉學易（1498年—？），字道甫，號海村，山東青州府壽光縣人，民籍，明朝政治人物。

## 生平
嘉靖十三年（1534年）甲午科山東鄉試第九名舉人。嘉靖十七年（1538年）中式戊戌科會試第二百九十八名，登進士第三甲第九十名。授江西袁州府推官，二十二年十二月擢授兵科給事中，二十六年三月升禮科右，九月升户科左，十二月升吏科都，二十八年十二月掌京察，升南京太僕寺少卿，二十九年丁母憂，服闋，三十一年十二月起补太僕寺少卿，三十四年七月升大理寺右少卿，十月轉左少卿，三十六年四月升都察院右佥都御史、提督抚治郧阳，三十九年四月升大理寺卿，九月接替黄廷用任工部右侍郎、提督大石窝兼理车轮，四十年五月以旱霾为灾而致仕。

## 家族
曾祖劉文貴；祖父劉森；父劉頴（1466年-1522年），字性之，山西靈石知縣、贈中憲大夫大理寺左少卿。母游氏（1469年-1550年）。慈侍下。